# Guatteria rupestris
Guatteria rupestris este o specie de plante angiosperme din genul Guatteria, familia Annonaceae, descrisă de Mello-silva și Pirani. Conform Catalogue of Life specia Guatteria rupestris nu are subspecii cunoscute.